# Blomningstid

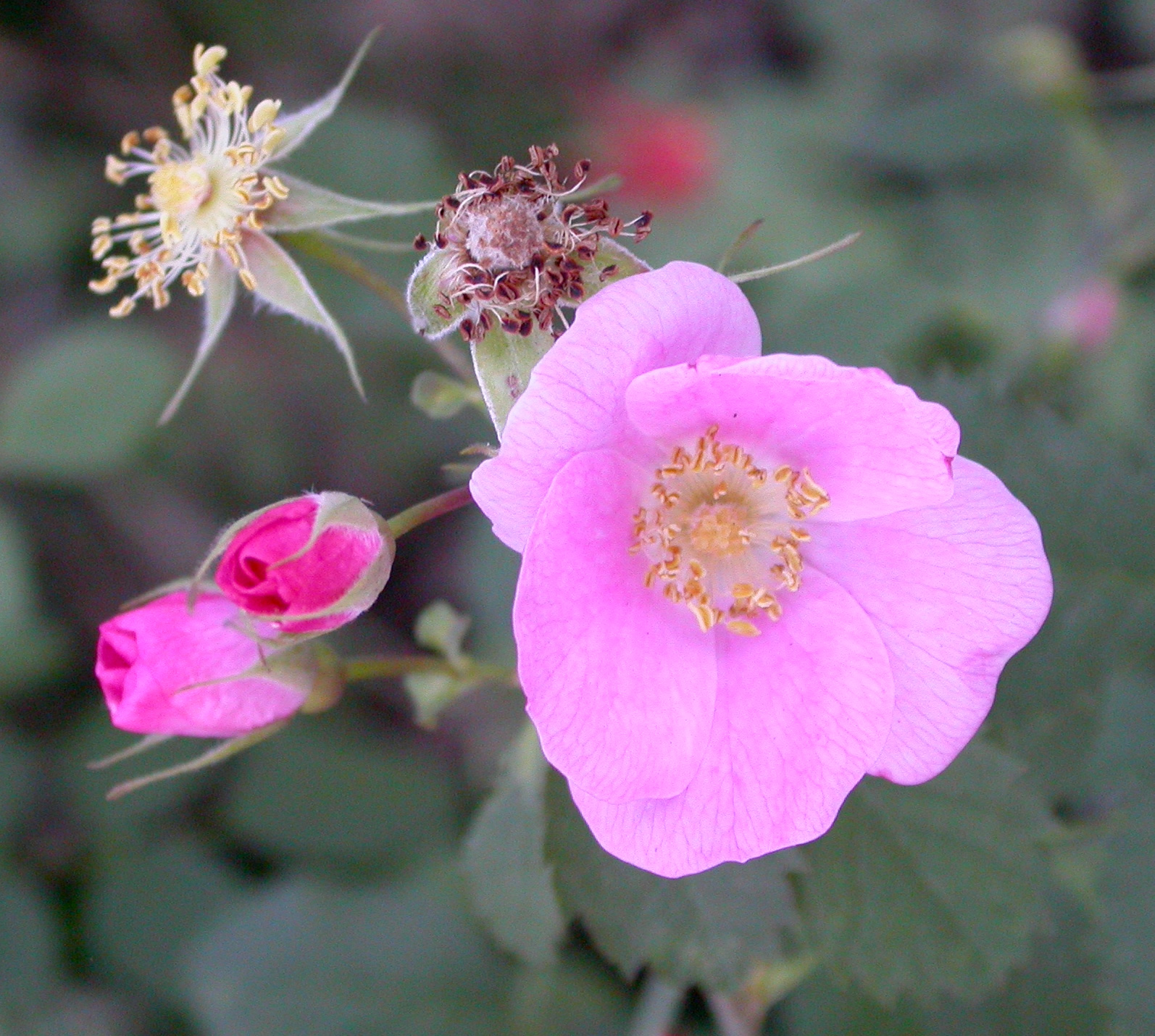
Ros som illustrerar blomtid: Innan (till vänster), under (till höger) och efter (överst till vänster).

Blomningstid är tiden då en växt har en eller flera (utslagna) blommor. Ordet beskriver ibland tiden när växten börjar blomma. Ett alternativa ord inom botaniken är blomtid.
Var art har sin blomningstid, vilket anges i trädgårdslitteraturen generellt. Det skiljer sig också i olika odlingszoner, samt förskjuts mellan södersluttande lägen och de som sluttar åt norr.